# Christian Füchtbauer

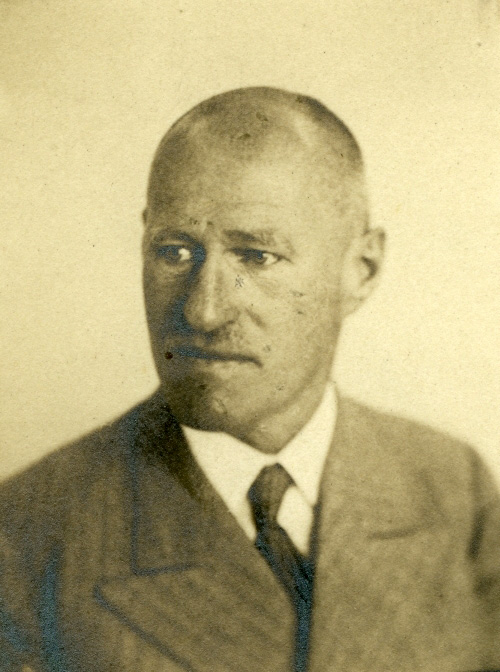
Christian Füchtbauer

Christian Füchtbauer (* 24. Februar 1877 in Nürnberg; † 12. September 1959 in Gauting) war ein deutscher Experimentalphysiker und Hochschulprofessor.

## Werdegang
Füchtbauer studierte von 1895 bis 1903 in München und Leipzig, wo er Schüler von Wilhelm Ostwald war. 1904 promovierte er sich in Leipzig mit der Arbeit Die freiwillige Erstarrung unterkühlter Flüssigkeiten. Seine Habilitation erfolgte 1907 mit der Arbeit Erzeugung von Sekundärstrahlen durch Kanal- und Kathodenstrahlen und Reflexion von Kanalstrahlen. Im selben Jahr wurde Füchtbauer Privatdozent in Würzburg. 1916 trat er eine außerordentliche Professur in Tübingen an. Als Extraordinarius war er abhängig vom Ordinarius, Friedrich Paschen, konnte daher nicht frei über die Nutzung von Instrumenten entscheiden und war somit auf das Gebiet der „mathematischen Physik“ verwiesen, wie seine Vorgänger Karl Waitz (1853–1911), Richard Gans und Edgar Meyer. 1922 wurde Füchtbauer ordentlicher Professor in Rostock und wechselte 1935 schließlich nach Bonn, wo er bis zu seiner Emeritierung lehrte.
Seine Forschungsarbeiten veröffentlichte er u. a. in den „Annalen der Physik“, der „Physikalischen Zeitschrift“ und der „Zeitschrift für Physik“.
Sein Sohn Hans Füchtbauer war Geologe.